# Enrico I di Meclemburgo
Enrico I di Meclemburgo, noto anche con lo pseudonimo di il Pellegrino (1230 – 2 gennaio 1302), è stato principe del Meclemburgo dal 1264 al 1275 e dal 1299 al 1302.

## Biografia

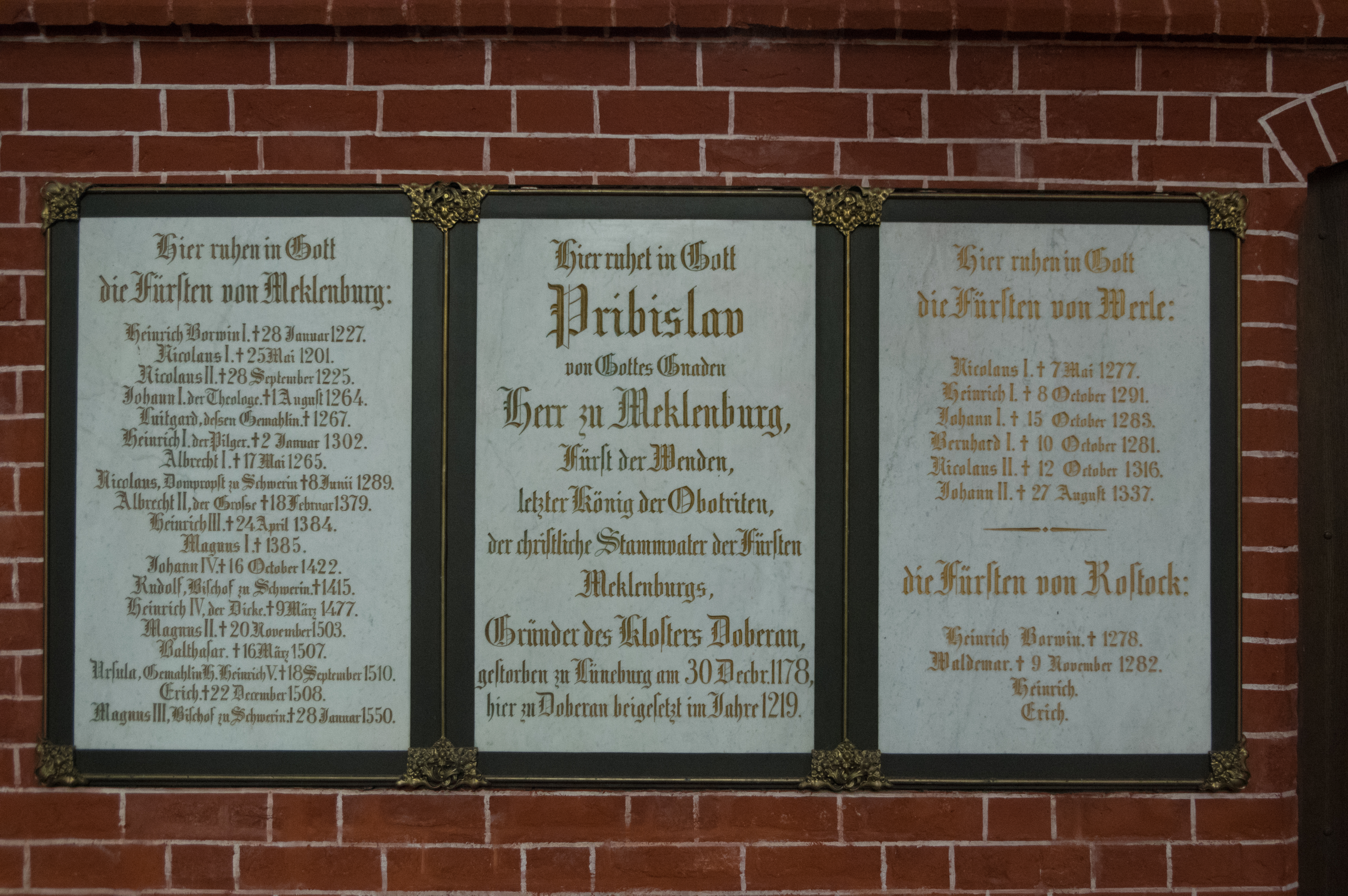
Memoriale con i nomi dei nobili di Meclemburgo sepolti nella cappella di Pribislavo a Doberan

Enrico I era il figlio maggiore di Giovanni I di Meclemburgo. Alla morte del padre, lui e suo fratello Alberto I di Meclemburgo gestirono congiuntamente il Meclemburgo. Dopo la morte di Alberto I, nel 1265, Enrico regnò da solo.
Nel 1270 Enrico intraprese una crociata contro i Lituani che all'epoca erano ancora pagani. Nel 1271 partì per pellegrinaggio in Terra Santa, ma lungo la strada fu catturato dai Saraceni che poi lo deportarono al Cairo, dove fu detenuto in schiavitù per lungo tempo. La notizia della sua cattura arrivò nel Meclemburgo nel 1275 scatenando una lotta fra i suoi fratelli e cugini per la gestione della reggenza del Meclemburgo in sua assenza. A seguito di questo il Meclemburgo fu governato dai fratelli di Enrico, Giovanni II e Nicola III. Nel 1283 Giovanni II ricevette in appannaggio la proprietà di Gadebusch e quindi Nicola governò da solo il Meclemburgo fino al 1289, quando gli subentrò il nipote Enrico II (figlio di Enrico I) che aveva raggiunto la maggiore età.
Nel 1278 era giunta nel Meclemburgo la notizia che Enrico I era ancora vivo, pertanto era stata inviata ad Acri una considerevole somma di denaro per la sua liberazione. Enrico venne liberato dal sultano Malek al Mansur nel 1279, tuttavia a causa dei combattimenti in corso nella regione egli poté fare ritorno nel Meclemburgo via Morea e Roma solo nel 1298.  Nel 1299 Enrico I riprese formalmente il suo regno, anche se probabilmente abbandonò gli affari del governo a suo figlio Enrico II.
Enrico I morì nel 1302 e fu sepolto nella cripta del monastero di Doberan.
Nel 1259 Enrico I sposò Anastasia figlia di Barnim I di Pomerania da cui ebbe tre figli:
- Lutgarda (1260-1283), prima moglie di Przemysł II di Polonia;
- Enrico II (1266-1329), detto il Leone signore di Meclemburgo;
- Giovanni III (1266-1289), signore di Meclemburgo.

## Ascendenza
|                                 |   |                      | Genitori                   |  |  | Nonni |  |  | Bisnonni                       |  |  | Trisnonni                 |  |
|                                 |   |                      |                            |  |  |       |  |  | Enrico Borwin I di Meclemburgo |  |  | Pribislavo di Meclemburgo |  |
|                                 |   |                      |                            |  |  |       |  |  | Enrico Borwin I di Meclemburgo |  |  | Pribislavo di Meclemburgo |  |
|                                 |   | …                    |                            |  |  |       |  |  | Enrico Borwin I di Meclemburgo |  |  |                           |  |
| Enrico Borwin II di Meclemburgo |   |                      |                            |  |  |       |  |  | Enrico Borwin I di Meclemburgo |  |  |                           |  |
|                                 |   | …                    | …                          |  |  |       |  |  |                                |  |  |                           |  |
|                                 |   | …                    | …                          |  |  |       |  |  |                                |  |  |                           |  |
|                                 |   | …                    | …                          |  |  |       |  |  |                                |  |  |                           |  |
| Giovanni I di Meclemburgo       |   | …                    |                            |  |  |       |  |  |                                |  |  |                           |  |
|                                 |   | Sverker II di Svezia | Carlo VII di Svezia        |  |  |       |  |  |                                |  |  |                           |  |
|                                 |   | Sverker II di Svezia | Carlo VII di Svezia        |  |  |       |  |  |                                |  |  |                           |  |
|                                 |   | Sverker II di Svezia | Kristina Stigsdotter Hvide |  |  |       |  |  |                                |  |  |                           |  |
| Kristina di Svezia              |   | Sverker II di Svezia |                            |  |  |       |  |  |                                |  |  |                           |  |
|                                 |   | …                    | …                          |  |  |       |  |  |                                |  |  |                           |  |
|                                 |   | …                    | …                          |  |  |       |  |  |                                |  |  |                           |  |
|                                 |   | …                    | …                          |  |  |       |  |  |                                |  |  |                           |  |
| Enrico I di Meclemburgo         |   | …                    |                            |  |  |       |  |  |                                |  |  |                           |  |
|                                 | … | …                    |                            |  |  |       |  |  |                                |  |  |                           |  |
|                                 | … | …                    |                            |  |  |       |  |  |                                |  |  |                           |  |
|                                 | … | …                    |                            |  |  |       |  |  |                                |  |  |                           |  |
| Poppo VII di Henneberg          | … |                      |                            |  |  |       |  |  |                                |  |  |                           |  |
|                                 |   | …                    | …                          |  |  |       |  |  |                                |  |  |                           |  |
|                                 |   | …                    | …                          |  |  |       |  |  |                                |  |  |                           |  |
|                                 |   | …                    | …                          |  |  |       |  |  |                                |  |  |                           |  |
| Liutgarda di Henneberg          |   | …                    |                            |  |  |       |  |  |                                |  |  |                           |  |
|                                 |   | …                    | …                          |  |  |       |  |  |                                |  |  |                           |  |
|                                 |   | …                    | …                          |  |  |       |  |  |                                |  |  |                           |  |
|                                 |   | …                    | …                          |  |  |       |  |  |                                |  |  |                           |  |
| …                               |   | …                    |                            |  |  |       |  |  |                                |  |  |                           |  |
|                                 |   | …                    | …                          |  |  |       |  |  |                                |  |  |                           |  |
|                                 |   | …                    | …                          |  |  |       |  |  |                                |  |  |                           |  |
|                                 |   | …                    | …                          |  |  |       |  |  |                                |  |  |                           |  |
|                                 |   | …                    |                            |  |  |       |  |  |                                |  |  |                           |  |